# Грищенко, Валентин Иванович
Валентин Иванович Грищенко (27 ноября 1928, Харьков — 3 января 2011) — украинский и советский учёный, акушер-гинеколог, криобиолог, криомедик, педагог, академик НАН Украины, доктор медицинских наук (с 1964), профессор. Академик академии наук технологической кибернетики Украины и Нью-Йоркской академии наук, почётный академик Украинской стоматологической академии, почётный член Ассоциации репродуктологов «Семья», почётный член Индийского криогенного общества, Польской академии медицинских наук. Лауреат Государственных премий СССР, УССР, Украины в области науки и техники. Заслуженный деятель науки и техники Украины (1992).

## Биография
Родился в семье знаменитого врача акушера-гинеколога профессора И. И. Грищенко. В 1945 окончив школу, поступил одновременно в два вуза Харькова — в медицинский институт (ХМИ) и в политехнический институт.
В 1951 окончил с отличием лечебный факультет ХМИ, затем поступил в клиническую ординатуру отдела акушерства и гинекологии Харьковского научно-исследовательского института охраны материнства и детства им. Н. К. Крупской. С 1954 — младший, а с 1956 — старший научный сотрудник, много занимался хирургической деятельностью.
С 1957 г. работал ассистентом, а затем доцентом в ХМИ на кафедре акушерства и гинекологии, под руководством профессора В. Ф. Матвеевой. В 1954 г. защитил кандидатскую, а в 1964 г.— докторскую диссертацию.
С 1965 В.И. Грищенко был проректором по научной работе ХМИ. В 1966 — профессор, а с 1968 — заведующий кафедрой акушерства и гинекологии Харьковского государственного медицинского университета.
С 1983 по 2011 гг. возглавлял Институт проблем криобиологии и криомедицины Национальной академии наук Украины.
В 1983 г. В.И. Грищенко в г. Харькове организовал первую на Украине лабораторию репродукции человека, которая впоследствии была преобразована в Центр репродукции человека «Имплант» (с 2011 года «Клиника репродуктивной медицины имени академика В.И. Грищенко»), где в 1990 году был проведен первый на Украине успешный цикл экстракорпорального оплодотворения (ЭКО), в результате которого 19 марта 1991 г. родилась девочка Катя.

## Научная деятельность
Сферой научных интересов ученого были проблемы репродукции человека. Он первым на Украине начал применять для лечения бесплодия вспомогательные репродуктивные технологии: искусственную инсеминацию спермой мужа и донора, экстракорпоральное оплодотворение и др. Под его руководством были разработаны новые противозачаточные средства, методы прерывания беременности, лечения эндокринного бесплодия лазерным излучением, методами краниоцеребральной гипотермии, реинфузии аутокрови больных, облученной ультрафиолетовым излучением, тканевой трансплантации.
Провел ряд исследований, посвященных патогенезу криоразрушений и криозащиты эмбриональных, гемопоэтических и плодовых клеток человека, плаценты, пуповинной крови и др.
Принимал непосредственное участие в развитии нового направления в медицине — применения низких температур в акушерстве и гинекологии с терапевтической и лечебной целью. При этом был разработан, в частности, криохирургический метод лечения дисфункциональных маточных кровотечений, эрозий шейки матки.
Благодаря исследованиям, проведенным под руководством академика В. И. Грищенко, впервые на Украине в 1991 г. родилась девочка, зачатие которой произошло in vitro.
В. И. Грищенко получил 72 авторских свидетельств и патентов на изобретения. Автор более 800 научных работ, в том числе 21 монографии и 4 учебников.
Им подготовлено 27 докторов и 108 кандидатов медицинских и биологических наук.
В 1979 ученый избран членом-корреспондентом, а в 1983 — действительным членом Национальной академии наук Украины.
Он являлся редактором редакционного отдела «Акушерство и гинекология» БМЭ, членом редакционной коллегии журналов «Акушерство и гинекология», «Педіатрія, акушерство та гінекологія», «Международного медицинского журнала», главным редактором журнала «Проблемы криобиологии», членом редколлегии журналов «Cryobiology», «Cryoletters», председателем Научного общества по криобиологии и криомедицине Украины, заместителем председателя Ассоциации Украинского общества акушеров-гинекологов, членом Международного комитета по материнской смертности, Украинского общества криохирургов, Всемирного общества криобиологии и криомедицины, Европейского общества акушеров-гинекологов. В 1976—1979 входил в группу советников Всемирной организации здравоохранения по Специальной программе репродукции человека, с 1980 — эксперт ВОЗ.

## Награды и премии
- Государственные премии УССР, СССР, Украины в области науки и техники
- премия им. В. Ф. Снегирева АМН СССР
- премия АН Украины им. А. А. Богомольца
- Заслуженный деятель науки и техники Украины (1992)
- Орден «Знак Почёта»
- Орден князя Ярослава Мудрого V степени (2008)
- Орден «За заслуги» (Украина) II степени (2002)
- Орден «За заслуги» (Украина) III степени (1997)
- Юбилейная медаль «За доблестный труд»
- золотая медаль Польской академии медицинских наук
- В 2001 международный комитет «European contrasts limited» по результатам научных и практических достижений отметил в номинации и присудил В.И. Грищенко звание «Руководитель XXI века» с вручением золотой медали и причислил его к лидерам Европейского сообщества XXI века.
- В 2002 удостоен международной награды «Золотой свиток» в номинации «Руководитель года».